# Борисовка (Днепропетровская область)
Бори́совка (укр. Борисівка) — село, Дмитровский сельский совет, Никопольский район, Днепропетровская область, Украина.
Код КОАТУУ — 1222981002. Население по переписи 2001 года составляло 733 человека.

## Географическое положение
Село Борисовка находится в 4-х км от села Дмитровка. По селу протекает пересыхающий ручей с запрудой. Через село проходит автомобильная дорога Т-0435.

## Экономика
- ООО «Атлант»
- ЧП "ИВВА-АГРО"
- ЧП "ОАЗИС"
- ЧП "ТАОС-АГРО"
- ТОВ "СОТ-ТРАНС"

## Объекты социальной сферы
- Школа
- Детский сад
- Церковь
- Целебный источник